# Casteldidone
Casteldidone (Casteldidòon in dialetto cremonese) è un comune italiano di 537 abitanti della provincia di Cremona, in Lombardia.

## Storia

### Simboli
Nello stemma del comune storicamente in uso è raffigurato il castello Schizzi, meglio noto come Palazzo Mina Della Scala, simbolo del paese e importante testimonianza dell'architettura rinascimentale padana. In punta due spighe di grano passate in decusse.

## Monumenti e luoghi di interesse
- Palazzo Mina della Scala, XVII secolo

## Società

### Evoluzione demografica
Abitanti censiti